# Histoire du cannabis
 (août 2022).
La mise en forme du texte ne suit pas les recommandations de Wikipédia : il faut le « wikifier ».
Les points d'amélioration suivants sont les cas les plus fréquents. Le détail des points à revoir est peut-être précisé sur la page de discussion.
- Les titres sont pré-formatés par le logiciel. Ils ne sont ni en capitales, ni en gras.
- Le texte ne doit pas être écrit en capitales (les noms de famille non plus), ni en gras, ni en italique, ni en « petit »…
- Le gras n'est utilisé que pour surligner le titre de l'article dans l'introduction, une seule fois.
- L'italique est rarement utilisé : mots en langue étrangère, titres d'œuvres, noms de bateaux, etc.
- Les citations ne sont pas en italique mais en corps de texte normal. Elles sont entourées par des guillemets français : « et ».
- Les listes à puces sont à éviter, des paragraphes rédigés étant largement préférés. Les tableaux sont à réserver à la présentation de données structurées (résultats, etc.).
- Les appels de note de bas de page (petits chiffres en exposant, introduits par l'outil «  Source ») sont à placer entre la fin de phrase et le point final[comme ça].
- Les liens internes (vers d'autres articles de Wikipédia) sont à choisir avec parcimonie. Créez des liens vers des articles approfondissant le sujet. Les termes génériques sans rapport avec le sujet sont à éviter, ainsi que les répétitions de liens vers un même terme.
- Les liens externes sont à placer uniquement dans une section « Liens externes », à la fin de l'article. Ces liens sont à choisir avec parcimonie suivant les règles définies. Si un lien sert de source à l'article, son insertion dans le texte est à faire par les notes de bas de page.
- La présentation des références doit suivre les conventions bibliographiques. Il est recommandé d'utiliser les modèles {{Ouvrage}}, {{Chapitre}}, {{Article}}, {{Lien web}} et/ou {{Bibliographie}}. Le mode d'édition visuel peut mettre en forme automatiquement les références.
- Insérer une infobox (cadre d'informations à droite) n'est pas obligatoire pour parachever la mise en page.

Pour une aide détaillée, merci de consulter Aide:Wikification.
Si vous pensez que ces points ont été résolus, vous pouvez retirer ce bandeau et améliorer la mise en forme d'un autre article.

Le caractère chinois du chanvre (麻 ou má) représente deux plantes sous un abri. La culture du cannabis remonte à au moins 3000 ans à Taïwan.

L' histoire du cannabis et de son utilisation par les humains remonte au moins au troisième millénaire avant notre ère, et peut-être aussi loin que le néolithique pré-poterie B (8800–6500 avant notre ère) sur la base de preuves archéologiques. Depuis des millénaires, la plante est appréciée pour ses diverses utilisations : comme fibre et corde, comme aliment et médicament, et pour ses propriétés psychoactives à usage religieux et récréatif.
Les premières restrictions sur le cannabis ont été signalées dans le monde islamique au XIVe siècle. Au XIXe siècle, le cannabis a commencé à être restreint dans les pays coloniaux, souvent associé à des tensions raciales et de classe. Au milieu du XXe siècle, la communauté internationale, sous pression des États-Unis et de l'ONU, a conduit à des restrictions radicales sur le cannabis dans la majeure partie du monde. À l'aube du XXIe siècle, certains pays ont commencé à prendre des mesures pour décriminaliser ou légaliser le cannabis, comme l'Uruguay, le Canada, des États des États-Unis ou Malte et l'Allemagne.

## Utilisations anciennes

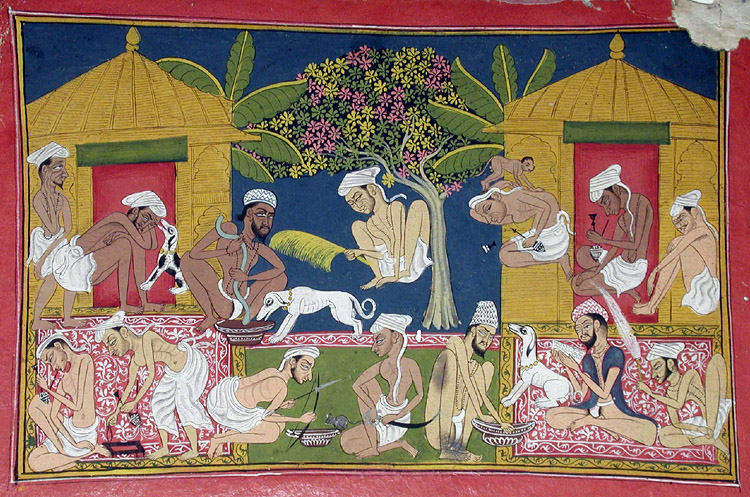
Mangeurs de bhang de l'Inde c. 1790. Le bhang est une préparation comestible de cannabis originaire du sous-continent indien. Il a été utilisé dans les aliments et les boissons dès 1000 av. J.-C. par les hindous de l'Inde ancienne.

Le chanvre est fréquemment désigné comme l'une des premières plantes cultivées,. Le cannabis est cultivé au Japon depuis la période pré-néolithique pour ses fibres et comme source de nourriture et éventuellement comme matière psychoactive:96. Un site archéologique dans les îles Oki près du Japon contenait des akènes de cannabis d'environ 8000 av. J.-C., signifiant probablement l'utilisation de la plante.
L'utilisation du chanvre remonte archéologiquement au Néolithique en Chine, avec des empreintes de fibres de chanvre trouvées sur la poterie de la culture Yangshao datant du Ve millénaire av. J.-C.,. Les Chinois ont ensuite utilisé le chanvre pour fabriquer des vêtements, des chaussures, des cordes et une première forme de papier.
Le cannabis était aussi une culture importante dans l'ancienne Corée, avec des échantillons de tissu de chanvre découverts datant de 3000 av.
Le cannabis est supposé avoir été consommé par le dieu hindou Shiva et fait partie de la pratique et de la culture hindoues.
Le chanvre est appelé ganja (sanskrit : गञ्जा, IAST : gañjā) en sanskrit et dans d'autres langues indo-aryennes modernes. Certains chercheurs suggèrent que l'ancienne drogue soma, mentionnée dans les Védas, était le cannabis, bien que cette théorie soit contestée. Bhanga est mentionné dans plusieurs textes indiens datés d'avant 1000 apr. J.-C. Cependant, il y a un débat philologique parmi les érudits sanskrits pour savoir si ce bhanga peut être identifié avec le bhang moderne ou le cannabis.
Le cannabis était également connu des anciens Assyriens, qui l'utilisaient potentiellement comme herbe aromatique. Ils l'appelaient qunabu et qunubu (ce qui pourrait signifier "une façon de produire de la fumée"), une origine potentielle du mot moderne "cannabis":305.
Le cannabis a également été introduit chez les Scythes, les Thraces et les Daces, dont les chamans (les kapnobatai — "ceux qui marchent sur la fumée/les nuages") brûlaient des fleurs de cannabis pour induire la transe. L'historien grec classique Hérodote (vers 480 av. J.-C.) a rapporté que les habitants de la Scythie inhalaient souvent les vapeurs de la fumée des graines de chanvre, à la fois comme rituel et pour leurs propres loisirs.

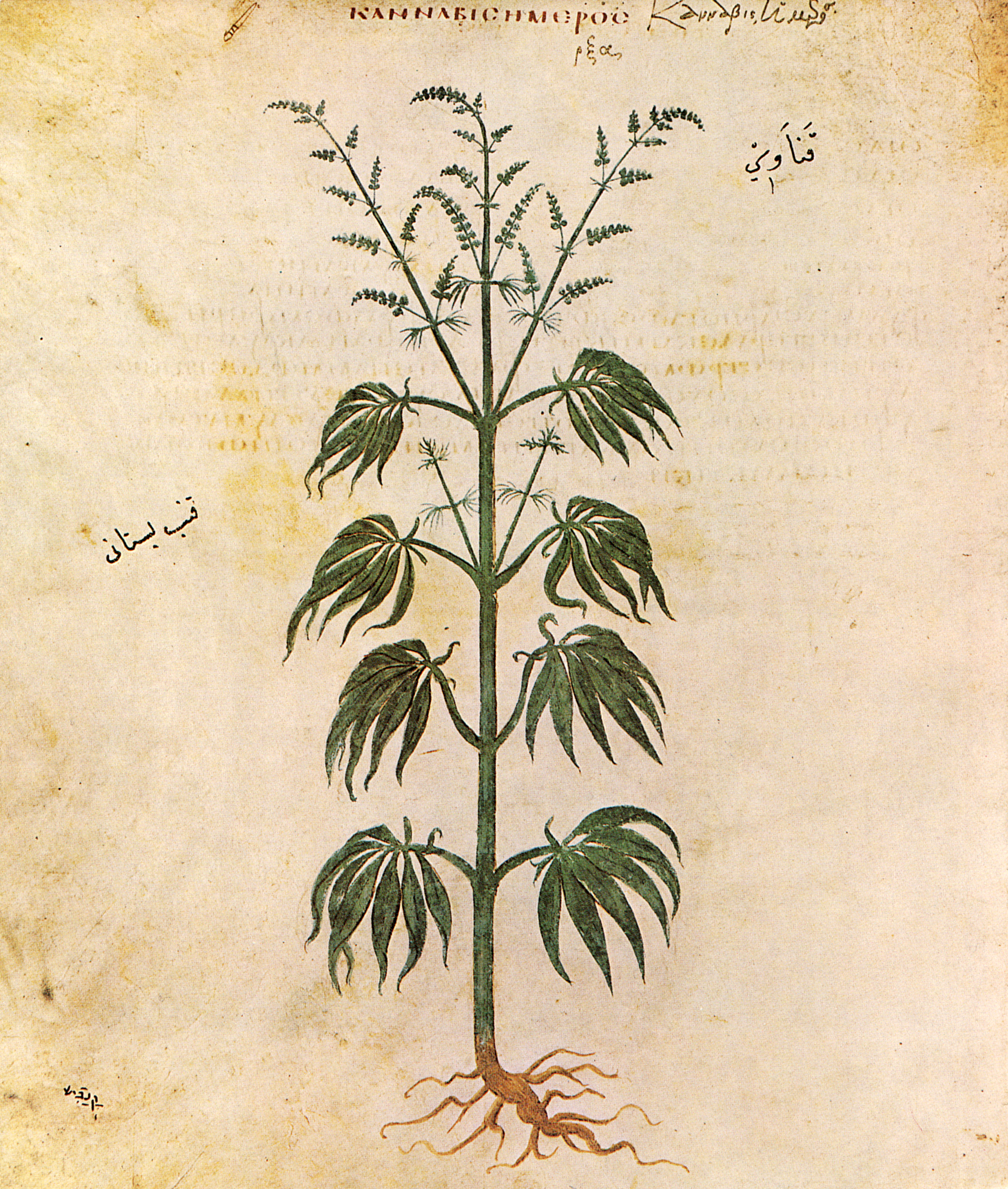
Cannabis sativa de Vienne Dioscurides, AD 512

Des résidus de cannabis ont été trouvés sur deux autels à Tel Arad, datés du royaume de Juda au VIIIe siècle av. J.-C.. Ses découvreurs pensent que les preuves indiquent l'utilisation du cannabis à des fins psychoactives rituelles en Juda.
Le cannabis a une histoire ancienne d'utilisation rituelle et se trouve dans les cultes pharmacologiques du monde entier. Les graines de chanvre découvertes par les archéologues à Pazyryk suggèrent que les premières pratiques cérémonielles des Scythes ont eu lieu entre le Ve et le IIe siècle av. J.-C., confirmant les rapports historiques précédents d'Hérodote.
En Chine, les usages psychoactifs du cannabis sont décrits dans le Shennong Bencaojing, écrit vers le IIIe siècle apr. J.-C.. Les taoïstes mélangeaient du cannabis avec d'autres ingrédients, puis lesplaçaient dans des brûleurs d'encens et en inhalaient la fumée.

## Propagation mondiale
Au tournant du millénaire, l'utilisation du haschisch (résine de cannabis) a commencé à se répandre du monde persan au monde arabe. Le cannabis aurait été introduit en Irak en 1230 apr. J.-C., sous le règne du calife Al-Mustansir Bi'llah, par l'entourage des dirigeants bahreïnis en visite en Irak. Le haschich a été introduit en Égypte par des "voyageurs islamiques mystiques " de Syrie au cours de la dynastie ayyoubide au XIIe siècle apr. J.-C.:234,.
La consommation de haschich par les soufis égyptiens a été documentée comme se produisant au XIIIe siècle apr. J.-C., un type unique de cannabis appelé chanvre indien étant documenté à cette époque:234. La monographie du chanvre est revenu depuis sur cette classification.
Fumer n'est devenu courant dans l'Ancien Monde qu'après l'introduction du tabac. Jusqu'aux années 1500, le haschich dans le monde musulman était consommé comme un aliment, par exemple consommé en dawamesk, une confiture mélangeant fruits, graines et haschisch.
On pense que le cannabis a été introduit en Afrique par des voyageurs hindous indiens, que les colons bantous ont ensuite introduits en Afrique australe lorsqu'ils ont migré vers le sud. Des pipes à fumer découvertes en Éthiopie et datées au carbone vers 1320 apr. J.-C. se sont avérées contenir des traces de cannabis. Il était déjà très utilisé en Afrique du Sud par les peuples indigènes Khoisan et Bantu avant la colonisation européenne au Cap en 1652. Dans les années 1850, les commerçants swahili avaient transporté du cannabis de la côte est de l'Afrique jusqu'au bassin du Congo à l'ouest:99.
Les Espagnols ont introduit le chanvre industriel dans l'hémisphère occidental et l'ont cultivé au Chili à partir de 1545 environ En 1607, le « chanvre » faisait partie des cultures que Gabriel Archer a observées être cultivées par les indigènes du village principal de Powhatan, où se trouve maintenant Richmond, en Virginie ; et en 1613, Samuell Argall rapporta que le chanvre sauvage "mieux que celui d'Angleterre" poussait le long des rives du haut Potomac. Dès 1619, la première Virginia House of Burgesses a adopté une loi obligeant tous les planteurs de Virginie à semer du chanvre « anglais et indien » dans leurs plantations.
Lors de l'invasion de l'Égypte par Napoléon Bonaparte en 1798, l'alcool n'était pas disponible car l'Égypte était un pays islamique. Au lieu d'alcool, les troupes de Bonaparte ont eu recours au haschisch, qu'elles ont trouvé à leur goût. À la suite d'un voyage de 1836 à 1840 en Afrique du Nord et au Moyen-Orient, le médecin français Jacques Joseph Moreau a écrit sur les effets psychologiques de la consommation de cannabis; Moreau était membre du Club des Hashischins de Paris (fondé en 1844). En 1842, le médecin irlandais William Brooke O'Shaughnessy, qui avait étudié la drogue alors qu'il travaillait comme médecin au Bengale avec la compagnie des Indes orientales, apporta une quantité de cannabis avec lui à son retour en Grande-Bretagne, provoquant un regain d'intérêt pour l'Occident. Des exemples de littérature classique de l'époque mettant en vedette le cannabis incluent Les paradis artificiels (1860) de Charles Baudelaire et The Hasheesh Eater (1857) de Fitz Hugh Ludlow.

## Premières restrictions
Les juridictions du monde entier ont interdit le cannabis à diverses époques depuis le Moyen Âge. Le plus ancien était peut-être Soudoun Sheikouni, l'émir de la Joneima en Arabie qui a interdit l'utilisation dans les années 1300. En 1787, le roi Andrianampoinimerina de Madagascar monta sur le trône et, peu de temps après, interdit le cannabis dans tout le royaume Merina, appliquant la peine capitale comme peine pour son usage.
Au fur et à mesure que les puissances coloniales européennes absorbaient ou entraient en contact avec des régions consommatrices de cannabis, l'habitude du cannabis a commencé à se propager à de nouvelles zones sous l'égide coloniale, provoquant une certaine inquiétude parmi les autorités. Après son invasion de l'Égypte Syrie (1798-1801), Napoléon interdit l'usage du cannabis parmi ses soldats. Le cannabis a été introduit au Brésil soit par les colons portugais, soit par des esclaves africains au début des années 1800. Leur intention était peut-être de cultiver la fibre de chanvre, mais les esclaves que les Portugais ont importés d'Afrique connaissaient le cannabis et l'utilisaient de manière psychoactive, ce qui a conduit le conseil municipal de Rio de Janeiro en 1830 à interdire l'introduction de cannabis dans la ville et à punir son utilisation par n'importe quel esclave:182. De même, la pratique britannique consistant à transporter des travailleurs indiens sous contrat dans tout l'empire a eu pour résultat de répandre les pratiques de cannabis de longue date. Les inquiétudes concernant l'utilisation de la gandia par les ouvriers ont conduit à une interdiction à Maurice britannique en 1840, et l'utilisation de la ganja par les ouvriers indiens à Singapour britannique a conduit à son interdiction là-bas en 1870. En 1870, Natal (aujourd'hui en Afrique du Sud) a adopté la Coolie Law Consolidation interdisant "le tabagisme, l'utilisation ou la possession par et la vente, le troc ou le don à tout Coolies [travailleurs sous contrat indiens] que ce soit, de toute partie du chanvre plante (Cannabis sativa)..."
Des tentatives de criminalisation du cannabis en Inde britannique ont été faites et évoquées en 1838, 1871 et 1877. En 1894, le gouvernement indien britannique a achevé une vaste étude sur le cannabis en Inde. Les conclusions du rapport indiquaient:

« D'un point de vue général, on peut ajouter que l'usage modéré de ces médicaments est la règle, et que l'usage excessif est relativement exceptionnel. L'usage modéré ne produit pratiquement aucun effet nocif. Dans tous les cas, sauf les plus exceptionnels, les dommages causés par l'usage modéré habituel ne sont pas appréciables. L'usage excessif peut certainement être considéré comme très nuisible, bien qu'il faille admettre que dans de nombreux cas d'usage excessif, le préjudice n'est pas clairement marqué. Le préjudice causé par l'usage excessif se limite cependant presque exclusivement au consommateur lui-même ; l'effet sur la société est rarement appréciable. L'aspect le plus frappant de cette enquête a été de constater que les effets des drogues de chanvre n'ont guère été observés. »

— Report of the Indian Hemp Drugs Commission, 1894-1895

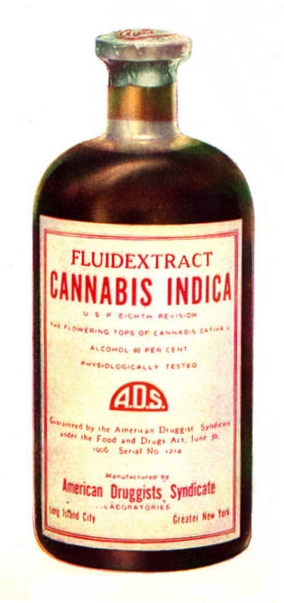
Extrait fluide de cannabis indica, American Druggists Syndicate, avant 1937

À la fin des années 1800, plusieurs pays du monde islamique et de sa périphérie ont interdit le cannabis, le Khédivat d'Égypte interdisant l'importation de cannabis en 1879,, Le Maroc réglemente strictement la culture et le commerce du cannabis (tout en autorisant plusieurs tribus du Rif à continuer à produire) en 1890, et l'interdiction de la Grèce sur le haschich en 1890.
Au début du XXe siècle, de plus en plus de pays ont continué à interdire le cannabis. Aux États-Unis, les premières restrictions sur la vente de cannabis remontent à 1906 (dans le District de Columbia ). Il a été interdit par la loi Ganja en Jamaïque (alors colonie britannique) en 1913, en Afrique du Sud en 1922, et au Royaume-Uni et en Nouvelle-Zélande dans les années 1920. Le Canada a criminalisé le cannabis dans The Opium and Narcotic Drug Act, 1923, avant tout rapport sur l'utilisation de la drogue au Canada.

## Réglementation internationale
En 1925, un compromis a été conclu lors d'une conférence internationale à La Haye sur la Convention internationale de l'opium qui interdisait l'exportation de "chanvre indien" vers les pays qui avaient interdit son utilisation et obligeait les pays importateurs à délivrer des certificats approuvant l'importation et déclarant que l'expédition était requis "exclusivement à des fins médicales ou scientifiques". Elle imposait également aux parties "d'exercer un contrôle effectif de nature à empêcher le trafic international illicite du chanvre indien et notamment de la résine",.
Aux États-Unis, en 1937, la Marihuana Tax Act a été adoptée  et a interdit la production de chanvre en plus du cannabis. Les raisons pour lesquelles le chanvre a également été inclus dans cette loi sont contestées - plusieurs universitaires ont affirmé que la loi avait été adoptée dans le but de détruire l'industrie américaine du chanvre,,, Peu de temps après, les États-Unis ont été contraints de revenir à la promotion plutôt que de décourager la culture du chanvre ; Le chanvre a été largement utilisé par les États-Unis pendant la Seconde Guerre mondiale pour fabriquer des uniformes, des toiles et des cordes. Une grande partie du chanvre utilisé était cultivée dans le Kentucky et le Midwest. Pendant la Seconde Guerre mondiale, les États-Unis ont produit un court métrage de 1942, Hemp for Victory, faisant la promotion du chanvre comme culture nécessaire pour gagner la guerre. En Europe occidentale, la culture du chanvre n'était pas légalement interdite dans les années 1930, mais la culture commerciale s'est arrêtée à ce moment-là, en raison d'une baisse de la demande par rapport aux fibres artificielles de plus en plus populaires. Au début des années 1940, la production mondiale de fibre de chanvre variait de 250 000 à 350 000 tonnes métriques, la Russie étant le plus gros producteur,.

## Libéraliser et légaliser
En 1972, le gouvernement néerlandais a divisé les drogues en catégories plus et moins dangereuses, le cannabis étant dans la catégorie la moins dangereuse. En conséquence, la possession de 30 grammes ou moins était considérée comme un délit. Le cannabis est disponible à des fins récréatives dans les cafés depuis 1976. Les produits à base de cannabis ne sont vendus ouvertement que dans certains "coffeeshops" locaux et la possession de jusqu'à 5 grammes pour un usage personnel est cependant décriminalisée : la police peut toujours le confisquer, ce qui se produit souvent lors des contrôles de voitures près de la frontière. Les autres types de vente et de transport ne sont pas autorisés, bien que l'approche générale à l'égard du cannabis ait été indulgente avant même la dépénalisation officielle,,.
Le cannabis a commencé à susciter un regain d'intérêt en tant que médicament dans les années 1970 et 1980, en particulier en raison de son utilisation par les patients atteints de cancer et de sida qui ont signalé un soulagement des effets de la chimiothérapie et du syndrome de cachexie. En 1996, la Californie est devenue le premier État américain à légaliser le cannabis médical au mépris de la loi fédérale. En 2001, le Canada est devenu le premier pays à adopter un système réglementant l'usage médical du cannabis.
En 2001, le Portugal a dépénalisé toutes les drogues, maintenant l'interdiction de production et de vente, mais faisant passer la possession et l'utilisation personnelles d'une infraction pénale à une infraction administrative. Par la suite, un certain nombre de pays européens et latino-américains ont dépénalisé le cannabis, comme la Belgique (2003), le Chili (2005), le Brésil (2006), et la République tchèque (2010).
En Uruguay, le président Jose Mujica a signé une loi pour légaliser le cannabis récréatif en décembre 2013, faisant de l'Uruguay le premier pays de l'ère moderne à légaliser le cannabis. En août 2014, l'Uruguay a légalisé la culture jusqu'à six plantes à la maison, ainsi que la formation de clubs de culture, un régime de dispensaire de marijuana contrôlé par l'État. Au Canada, à la suite de l'élection de Justin Trudeau en 2015 et de la formation d'un gouvernement libéral, la Chambre des communes a adopté en 2017 un projet de loi visant à légaliser le cannabis le 17 octobre 2018.
Certains États américains ont légalisé la marijuana, mais Peter Reuter soutient que restreindre la promotion de la marijuana une fois qu'elle est légale est plus complexe qu'il n'y paraît au départ.
Le Rapport mondial sur les drogues des Nations unies a déclaré que le cannabis "était la drogue la plus largement produite, trafiquée et consommée dans le monde en 2010", identifiant qu'entre 128 millions et 238 millions d'utilisateurs dans le monde en 2015,.